# 웨이크뜸부기
웨이크뜸부기는 날지 못하는 새로, 웨이크섬에 서식하였으며 인간에 대한 두려움이 없었다고 한다. 태평양 전쟁 당시, 식량 부족으로 지쳐가던 일본군의 남획으로 인해 제2차 세계 대전이 끝날 무렵에 멸종되었다.

## 같이 보기
- 이낵세시블뜸부기